# Alain Bangama Ndizeye
Alain Bangama Ndizeye (ur. 20 grudnia 1986 w Bużumburze) – burundyjski piłkarz grający na pozycji defensywnego pomocnika. W swojej karierze rozegrał 17 meczów i strzelił 1 gola w reprezentacji Burundi.

## Kariera klubowa
Swoją karierę Ndizeye rozpoczął w klubie Chanic FC. W sezonie 1999 zadebiutował w jego barwach w burundyjskiej pierwszej lidze. W latach 2000–2001 grał w rwandyjskim SC Kiyovu Sport. W 2002 roku wrócił do ojczyzny i w sezonie 2002 występował w Prince Louis FC. W latach 2003–2004 grał w Atlético Olympic FC, a w latach 2005-2008 w Vital’O FC. W sezonach 2006 i 2007 wywalczył z nim dwa mistrzostwa Burundi. W latach 2009–2010 był zawodnikiem AS Inter Star, z którym w sezonie 2010 został wicemistrzem kraju. W latach 2010–2012 ponownie grał w Vital’O FC. W sezonie 2011/2012 wywalczył mistrzostwo Burundi. W sezonie 2012/2013 był piłkarzem Flamengo de Ngagara. W latach 2013–2018 był graczem LLB Académic FC, z którym zakończył karierę. Z klubem tym dwukrotnie został mistrzem kraju w sezonach 2013/2014 i 2016/2017, dwukrotnie wicemistrzem w sezonach 2014/2015 i 2017/2018 oraz zdobył Puchar Burundi w 2014 roku.

## Kariera reprezentacyjna
W reprezentacji Burundi Ndizeye zadebiutował 12 października 2003 roku w zremisowanym 0:0 meczu eliminacji do MS 2006 z Gabonem. Od 2003 do 2008 wystąpił w kadrze narodowej 17 razy i strzelił 1 gola.